# Мадагаскар на летних Олимпийских играх 1964
Мадагаскар принимал участие в Летних Олимпийских играх 1964 года в Токио (Япония) в первый раз за свою историю, но не завоевал ни одной медали.